# Edward Shortt

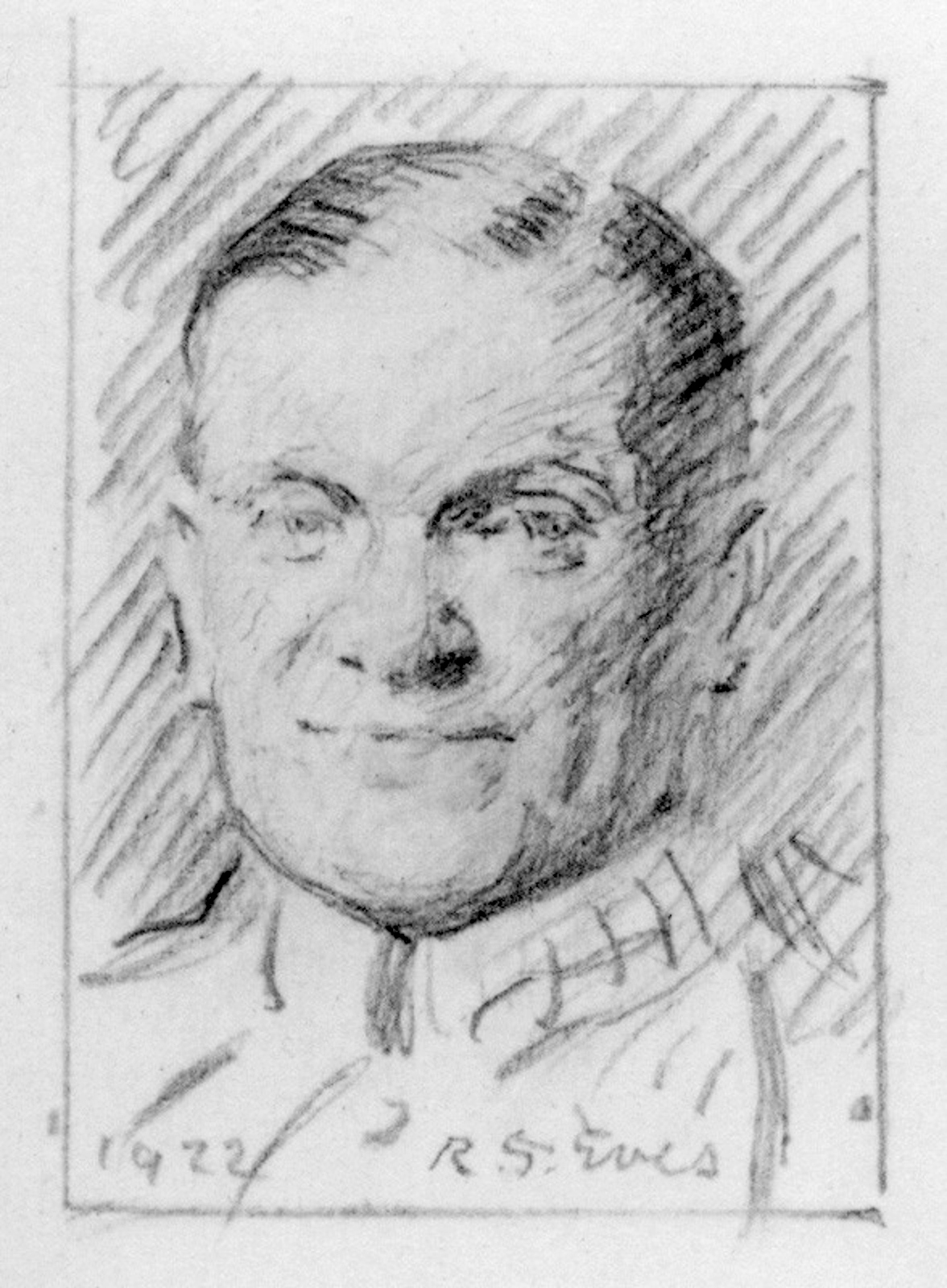
Edward Shortt (Skizze von Reginald Eves, 1922)

Edward Shortt, PC, PC(I), KC (* 10. März 1862 in Byker, Newcastle upon Tyne; † 10. November 1935 in Kensington, London) war ein britischer Politiker der Liberal Party, der zwischen 1910 und 1922 Mitglied des Unterhauses (House of Commons) war. Er fungierte in der Regierung Lloyd George zwischen 1918 und 1919 erst als Chefsekretär für Irland (Chief Secretary for Ireland) sowie im Anschluss von 1919 und 1922 als Innenminister (Home Secretary). Er war ferner zwischen 1929 und seinem Tode 1935 Präsident der Filmzensurbehörde (British Board of Film Censors).

## Leben

### Rechtsanwalt und Unterhausabgeordneter
Edward Shortt, Sohn des aus Irland stammenden Geistlichen der Church of England Reverend Edward Shortt und dessen Ehefrau Josepha Rushton, absolvierte nach dem Besuch der Durham School als Lindsay Scholar ein Studium im Fach Klassische Altertumswissenschaft an der University of Durham, das er 1884 beendete. Er absolvierte zudem ein Studium der Rechtswissenschaften und erhielt als Mitglied der Anwaltskammer (Inns of Court) von Middle Temple 1890 seine anwaltliche Zulassung als Barrister. Er war ferner zwischen 1907 und 1918 als Richter auf Zeit (Recorder) am Gericht von Sunderland tätig und für seine anwaltlichen Verdienste 1910 zum Kronanwalt KC (King’s Counsel) sowie 1919 zum „Bencher“ der Anwaltskammer von Middle Temple berufen.
Bei der Unterhauswahl vom 15. Januar bis 10. Februar 1910 wurde er für die Liberal Party im Wahlkreis Newcastle upon Tyne erstmals zum Mitglied des Unterhauses (House of Commons) gewählt und gehörte diesem nach seinen Wiederwahlen bei den Unterhauswahlen vom 3. bis 19. Dezember 1910 und am 14. Dezember 1918 bis zur Unterhauswahl 15. November 1922 an. Zu Beginn seiner Parlamentszugehörigkeit sprach er, der „seinen politischen Erfolg praktisch dem Krieg verdankte“, (‚political success he practically owed to the War‘) häufig über den Entwurf zum irischen Selbstverwaltungsgesetz (Home Rule Bill) von 1912.

### Chefsekretär für Irland und Innenminister

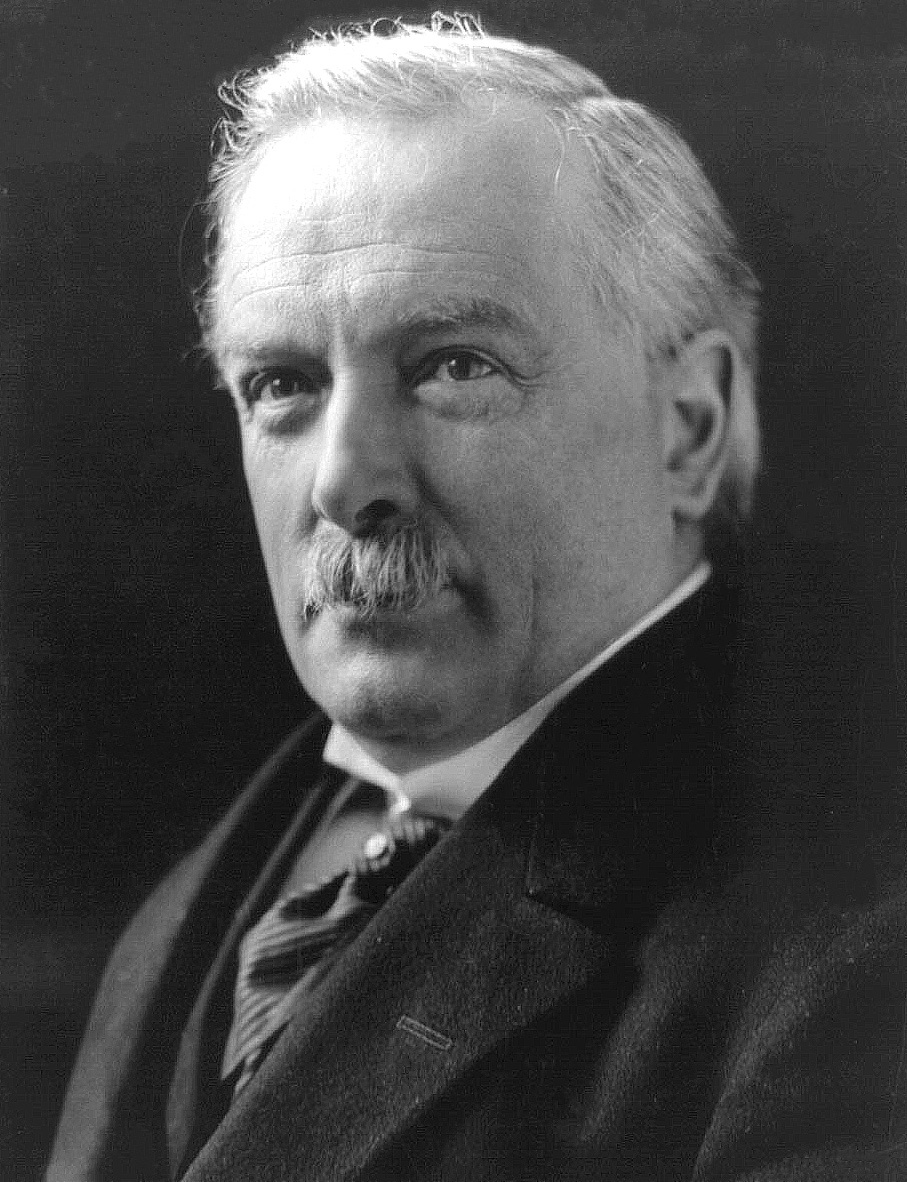
In der Regierung von Premierminister David Lloyd George war Shortt Chefsekretär für Irland (Chief Secretary for Ireland) sowie Innenminister (Home Secretary).

Im Juni 1917 wurde Shortt jedoch zum Vorsitzenden eines Sonderausschusses ernannt, der zur Überprüfung der allgemeinen Verwaltung der Militärdienstgesetze (Military Service Acts) eingesetzt wurde, der im August 1917 einen Bericht vorlegte und empfahl, die ärztlichen Untersuchungen vom Kriegsministerium (War Office) auf eine zivile Behörde zu übertragen. Durch seine intelligente und taktvolle Behandlung eines für die Regierung vor Schwierigkeiten strotzenden Themas erregte er die Aufmerksamkeit von Premierminister David Lloyd George, der ihn am 5. Mai 1918 zum Nachfolger von Henry Edward Duke als Chefsekretär für Irland (Chief Secretary for Ireland) in dessen Regierung berief. Am 7. Mai 1918 wurde er in dieser Funktion zum Mitglied des Geheimen Kronrates (Privy Council) sowie am 11. Mai 1918 auch zum Mitglied des Geheimen Kronrats von Irland ernannt. Im Posten des Chefsekretärs für Irland wurde Shortt schnell mit ernsthaften Problemen im Zusammenhang mit „deutschen Intrigen“ (‚German intrigue‘) in Irland konfrontiert. Er organisierte schnell die Verhaftung von 150 Angehörigen der Sinn Féin, sagte aber später amerikanischen Diplomaten, dass die Regierung „mit diesen Leuten der Sinn Féin Frieden schließen müsste“ (‚would have to make peace with those people‘).
Als Nachfolger von George Cave, 1. Viscount Cave wurde Shortt am 10. Januar 1919 inmitten eines drohenden Polizeistreiks zum Innenminister (Home Secretary) ernannt. Diesen Posten bekleidete er bis zum Ende der Amtszeit der Regierung Lloyd George am 19. Oktober 1922. Dort trug er zu einer zufriedenstellenden Regelung bei und seine Popularität bei der Truppe zeigte sich in einer Ehrung, die er nach seinem Amtsverlust mit dem Sturz der Koalitionsregierung im Oktober 1922 erhielt. Er kandidierte nicht mehr für das Parlament und seine politische Karriere kam zu einem Ende. Als Minister hatte er sich durch laxe Antworten im Unterhaus gelegentlich Schwierigkeiten gemacht. Die Times sagte, er sei „etwas träge in der Routinearbeit des Büros und im Detail“ (‚somewhat indolent in the routine work of the office and in detail‘). Er wurde auch für seine offensichtliche Voreingenommenheit gegenüber Mitgliedern des nordöstlichen Kreises bei seinen gesetzlichen Ernennungen als Innenminister kritisiert. 1920 verlieh ihm die University of Durham einen Ehrendoktor im Zivilrecht DCL (Doctor of Civil Law).

### Präsident desBritish Board of Film Censors, Ehe und Familie

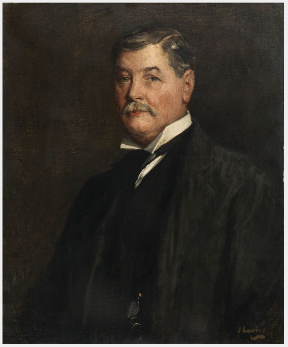
Als Nachfolger von Thomas Power „T. P.“ O’Connor wurde Shortt 1929 Präsident der Filmzensurbehörde (British Board of Film Censors).

Nach seinem Ausscheiden aus Regierung und Unterhaus bekleidete Edward Shortt eine Reihe von Ämtern, unter anderem den Vorsitz der Ausschüsse für die Bewertung von Maschinen, Trusts, Schwerkraftverkehr und die Untersuchung des Agrarmarketinggesetzes (Agricultural Marketing Act).
Im November 1929 wurde er als Nachfolger von Thomas Power „T. P.“ O’Connor Präsident der Filmzensurbehörde (British Board of Film Censors), eine zwar ihr bezahlte, aber von der Filmindustrie unabhängige Behörde. Er hatte tatsächlich wenig Interesse am Kino, mochte Tonfilme nicht und erwies sich als restriktiver Zensor. Zwischen 1930 und 1935 wurden 120 Filme verboten und 1932 eine Rekordzahl von 382 Filmen geschnitten. Zu den Filmen, die Shortt 1933 ablehnte, gehörte Red-Headed Woman (Feuerkopf (1932)) mit Jean Harlow in der Hauptrolle. Das Amt als Präsident des British Board of Film Censors hatte er bis zu seinem Tode 1935 inne, woraufhin William Tyrrell, 1. Baron Tyrrell seine Nachfolge antrat.
Aus seiner 1890 geschlossenen Ehe mit Isabella Stewart gingen drei Töchter und ein Sohn hervor, der 1917 im Ersten Weltkrieg fiel. Eine seiner Töchter wurde 1934 Zensorin, eine andere war die Schauspielerin und spätere Jemenforscherin Doreen Ingrams (1906–1997). Er starb am 10. November 1935 in seinem Haus, 140 Oakwood Court, Kensington, London, an einer Septikämie nach einer Grippe und wurde von seiner Frau überlebt.

## Hintergrundliteratur
- T. Wilson: The downfall of the liberal party, 1914–1935, 1966
- F. Stevenson: Lloyd George. A diary, Herausgeber A. J. P. Taylor, 1971
- J. C. Robertson: The British Board of Film Censors. Film censorship in Britain, 1896–1950, 1985
- J. C. Robertson: The hidden cinema. British film censorship in action, 1913–1975, 1989
- N. Mansergh: The unresolved question: the Anglo-Irish settlement and its undoing, 1912–72, 1991
- J. Turner: British politics and the Great War. Coalition and conflict, 1915–1918, 1992